# Rationaal getal

Relatie tussen de verschillende verzamelingen getallen

Een rationaal getal is in de wiskunde het quotiënt, de verhouding, Latijn: ratio, van twee gehele getallen waarvan het tweede niet nul is. De verzameling van rationale getallen wordt meestal genoteerd als {\displaystyle \mathbb {Q} }. 
De rationale getallen maken deel uit van de reële getallen {\displaystyle \mathbb {R} } en omvatten de gehele getallen {\displaystyle \mathbb {Z} }. Ieder geheel getal is dus ook een rationaal getal en ieder rationaal getal is ook een reëel getal.
{\displaystyle \mathbb {Z} \subset \mathbb {Q} \subset \mathbb {R} }
Voorbeelden van rationale getallen zijn: 
{\displaystyle {\tfrac {1}{2}},\ {\tfrac {2}{7}},\ {\tfrac {9}{4}},\ -{\tfrac {2}{5}},\ -{\tfrac {5}{2}}}
Ieder geheel getal is rationaal, zo is: 
{\displaystyle 1={\tfrac {1}{1}}={\tfrac {3}{3}},\ 14={\tfrac {14}{1}}={\tfrac {56}{4}}}, enzovoort.
Ieder decimale getal met eindig veel decimalen is een rationaal getal:
| 0,5         | = | 510 = 12            |
| 0,17        | = | 17100               |
| 0,567943209 | = | 5679432091000000000 |
Niet ieder rationaal getal is als een decimaal getal te schrijven met eindig veel decimalen. Bijvoorbeeld:
13 = 0,3333…
en 
157 = 2,142857 142857 142857 142857…,
zijn beide decimale getallen met oneindig veel decimalen, maar wel met een zich herhalend patroon. Men spreekt van een repeterende breuk. Ieder rationaal getal in het decimale stelsel heeft achter de komma een eindig aantal cijfers of is een repeterende breuk. Als een getal met oneindig veel decimalen geen herhalend patroon heeft, is het een irrationaal getal.
De verzameling van de rationale getallen is niet eindig, maar wel aftelbaar. De rationale getallen liggen dicht op de getallenlijn, wat betekent dat ieder punt daarop willekeurig dicht door een rationaal getal kan worden benaderd, maar er zijn ook oneindig veel 'gaten', want tussen ieder tweetal rationale getallen ligt een irrationaal getal.
Getallen als de wortel 2, π en e behoren niet tot de verzameling van rationale getallen, omdat ze niet als een breuk, dus als quotiënt van twee gehele getallen, kunnen worden geschreven. Deze getallen heten irrationaal.

## Operaties met rationale getallen
Als verzameling zijn de rationale getallen volgens de bovenstaande definitie te schrijven als
{\displaystyle \mathbb {Q} =\left\{{\frac {a}{b}}:a,b\in \mathbb {Z} ,b\neq 0\right\}},
waarin {\displaystyle \mathbb {Z} } de verzameling van gehele getallen is.
{\displaystyle \mathbb {Q} } is door de eigenschappen van de optelling en vermenigvuldiging een voorbeeld van een lichaam (Nederland) of veld (Belgisch). Voor de bewerkingen die we met rationale getallen kunnen uitvoeren, gelden de volgende regels.
| optellen:         | {\displaystyle {\frac {a}{b}}+{\frac {c}{d}}={\frac {ad+bc}{bd}}}                          |
| vermenigvuldigen: | {\displaystyle {\frac {a}{b}}\cdot {\frac {c}{d}}={\frac {a\cdot c}{b\cdot d}}}            |
| aftrekken:        | {\displaystyle {\frac {a}{b}}-{\frac {c}{d}}={\frac {ad-bc}{bd}}}                          |
| delen:            | {\displaystyle {\frac {a}{b}}:{\frac {c}{d}}={\frac {a\cdot d}{b\cdot c}}\qquad (c\neq 0)} |

## Eigenschappen
- {\displaystyle \mathbb {Q} } is het quotiëntenlichaam van het integriteitsgebied {\displaystyle \mathbb {Z} } van de gehele getallen.
- {\displaystyle \mathbb {Q} } is het kleinste lichaam van karakteristiek 0. Elk ander lichaam van karakteristiek 0 bevat een kopie van {\displaystyle \mathbb {Q} }.
- De rationale getallen zijn niet algebraïsch gesloten, bijvoorbeeld doordat de vierkantswortel van het rationale getal 2 niet op zijn beurt rationaal is.
- De algebraïsche sluiting van {\displaystyle \mathbb {Q} } is het lichaam van de algebraïsche getallen. Deze verzameling wordt genoteerd als {\displaystyle {\overline {\mathbb {Q} }}} of {\displaystyle \mathbb {A} } en is net als {\displaystyle \mathbb {Q} } aftelbaar. Let wel, {\displaystyle {\overline {\mathbb {Q} }}} is niet gelijk aan het lichaam {\displaystyle \mathbb {C} } van de complexe getallen, dat de algebraïsche sluiting van de reële getallen is.
- Gegeven een positief geheel getal {\displaystyle n}. Als {\displaystyle {\sqrt {n\ }}} een rationaal getal is, dan is {\displaystyle n} een kwadraat.

Geen enkele positieve, gehele macht van een vereenvoudigde breuk, dus geen enkele macht van een rationaal getal, dat geen geheel getal is, kan gelijk aan een geheel getal zijn.

## Definitie
De rationale getallen kunnen worden gedefinieerd als equivalentieklassen van paren gehele getallen, waarbij het tweede niet nul is. Twee breuken liggen dan in dezelfde equivalentieklassen, wanneer zij hetzelfde rationaal getal zijn.
Beschouw de productverzameling {\displaystyle \mathbb {Z} \times \mathbb {Z} _{0}}, dat is de verzameling van alle geordende paren van gehele getallen waarvan het tweede verschillend is van 0. Op deze productverzameling bepaalt men een equivalentierelatie door te zeggen dat het geordende paar {\displaystyle (a,b)} gelijkwaardig is met het paar {\displaystyle (c,d)} als {\displaystyle a\cdot d=b\cdot c}.
Opdat dit een equivalentierelatie zou zijn, moet de transitiviteit worden nagegaan: indien een willekeurig derde geordend paar {\displaystyle (e,f)} gelijkwaardig is met {\displaystyle (c,d)}, dan ook met {\displaystyle (a,b)}. Dit kan worden uitgerekend:
{\displaystyle d\cdot (a\cdot f-b\cdot e)=a\cdot d\cdot f-b\cdot d\cdot e=b\cdot c\cdot f-b\cdot d\cdot e=b\cdot (c\cdot f-d\cdot e)=0}
en omdat {\displaystyle d} verschillend is van 0, moet {\displaystyle a\cdot f=b\cdot e}.
Men noteert de equivalentieklasse van het geordende paar {\displaystyle (a,b)} als de breuk a⁄b en kan nagaan dat de algemene rekenregels voor de optelling en de vermenigvuldiging van breuken met deze equivalentierelatie overeenkomen, de resultaten zijn onafhankelijk van de gekozen vertegenwoordiger van een equivalentieklasse, en dat ze de structuur van een lichaam/veld bepalen. De elementen van dit lichaam/veld zijn de rationale getallen.